# 스파이더맨: 뉴 유니버스
《스파이더맨: 뉴 유니버스》(영어: Spider-Man: Into the Spider-Verse)는 2018년 영화이다.

## 줄거리
뉴욕의 10대 마일즈 모랄레스는 스파이더맨을 위협적인 존재로 여기는 경찰관인 아버지 제퍼슨 데이비스의 기대를 충족시키기 위해 고군분투한다. 마일즈의 삼촌 에런은 그를 격려하기 위해 버려진 지하철역으로 데려가 그래피티를 그린다. 그곳에서 마일즈는 방사능 거미에게 물려 스파이더맨과 유사한 능력을 얻는다. 물렸던 역으로 돌아온 그는 킹핀이 건설한 충돌기를 발견한다. 킹핀은 이 장치를 이용해 평행 우주에 접속하여 사망한 아내 바네사와 아들 리처드의 다른 버전을 납치하려 한다. 스파이더맨은 킹핀의 집행자들인 그린 고블린과 프라울러와 싸우면서 충돌기를 막으려 한다.
그린 고블린은 스파이더맨을 충돌기 안으로 밀어 넣어 폭발을 일으키고, 이로 인해 그린 고블린은 사망하고 스파이더맨은 부상을 입는다. 스파이더맨은 마일즈에게 충돌기를 방해하도록 설계된 USB 플래시 드라이브를 주며, 재활성화될 경우 도시를 파괴할 수 있다고 경고한다. 킹핀이 스파이더맨을 살해하는 것을 공포에 질려 지켜본 마일즈는 도망친다. 도시가 스파이더맨의 죽음을 애도하는 동안 마일즈는 새로운 스파이더맨이 되어 그의 유산을 기리려 하지만, 실수로 드라이브를 손상시킨다. 스파이더맨의 무덤에서 그는 다른 차원에서 온 중년의 지치고 세상에 시달린 스파이더맨의 변종인 피터 B. 파커를 만난다.
두 사람은 알케맥스에 잠입하여 새로운 플래시 드라이브에 필요한 데이터를 훔친다. 그들은 알케맥스의 소유주인 올리비아 옥타비우스와 마주치는데, 그녀는 피터가 이 차원에 계속 남아있으면 세포 붕괴로 죽을 것이라는 사실을 알게 된다. 마일즈와 피터는 다른 차원에서 온 스파이더우먼인 그웬 스테이시의 도움으로 구출된다. 그들은 스파이더맨의 숙모인 메이를 방문하는데, 그녀는 충돌기의 영향으로 마일즈의 우주로 넘어온 다른 차원의 스파이더 피플들인 스파이더맨 느와르, 페니 파커, 그리고 스파이더햄을 숨겨주고 있다. 이들도 또한 상태가 악화되고 있다. 마일즈는 다른 이들이 집으로 돌아가는 것을 돕겠다고 제안하지만, 그들은 마일즈에게 경험이 부족하다고 말한다.
좌절한 마일즈는 에런의 집으로 돌아가는데, 그곳에서 그의 삼촌이 프라울러라는 사실을 알게 된다. 그는 파커의 집으로 돌아와 새로운 드라이브를 완성하는데, 킹핀의 팀이 그를 뒤쫓아온다. 이어진 싸움에서 그는 에런에게 자신의 정체를 밝힌다. 자신의 조카를 죽이려 하지 않는 에런은 마일즈를 살리려 하지만, 킹핀에게 보복으로 치명적인 총을 맞고 마일즈의 품에서 죽는다. 마일즈는 제퍼슨이 현장에 도착하여 새로운 스파이더맨을 자신의 형제를 살해한 자로 착각하는 순간 도망친다. 마일즈는 다른 스파이더 피플들과 재결합한다. 마일즈가 죽는 것을 원치 않은 피터는 마일즈를 제지하고, 자신을 희생하여 남아 충돌기를 비활성화하기로 결정한다.
제퍼슨이 마일즈의 기숙사 방문 앞에 도착하자 마일즈는 자신의 실수에 대해 사과하고 제퍼슨은 마일즈에 대한 믿음을 표현하여 그에게 영감을 준다. 마일즈는 자신의 힘을 제어하고, 구속을 벗어나 자신만의 스파이더맨 슈트를 만든다. 그는 동료들과 합류하여 킹핀의 집행자들을 물리치고 새로운 드라이브를 사용하여 그들을 집으로 돌려보낸다. 킹핀은 마일즈와 싸워 압도하고, 제퍼슨의 주의를 끈다. 스파이더맨이 자신이 생각했던 위협적인 존재가 아니라는 것을 깨달은 제퍼슨은 마일즈를 격려하고, 마일즈는 킹핀을 충돌기의 킬 스위치로 던져 파괴한다. 도시는 구원받고 킹핀의 팀은 체포되며, 제퍼슨은 킹핀이 에런과 첫 번째 스파이더맨을 살해했다는 증거를 확보한다.
마일즈는 새로운 삶의 책임감을 받아들인다. 나중에 그웬은 자신의 차원에서 마일즈에게 연락할 방법을 찾는다. 다른 곳에서는 미겔 오하라가 지구-67로 이동하여 그곳의 스파이더맨과 논쟁을 벌인다.

## 성우진
| 배역                            | 영어 성우            | 한국어 성우 |
| ------------------------------- | -------------------- | ----------- |
| 마일스 모랄레스 (스파이더맨)    | 셔메이크 무어        | 엄상현      |
| 피터 B. 파커 (스파이더맨)       | 제이크 존슨          | 김기철      |
| 피터 파커 (스파이더맨)          | 크리스 파인          | 김기철      |
| 그웬 스테이시 (스파이더우먼)    | 헤일리 스타인펠드    | 박선영      |
| 에런 데이비스 (프라울러)        | 마허샬라 알리        | 홍진욱      |
| 메이 파커                       | 릴리 톰린            | 송도영      |
| 제퍼슨 데이비스                 | 브라이언 타이리 헨리 | 최한        |
| 리오 모랄레스                   | 루나 로런 벨레스     | 불명        |
| 메리 제인 왓슨                  | 조이 크래비츠        | 소연        |
| 피터 포커 (스파이더햄)          | 존 멀레이니          | 고성일      |
| 페니 파커 (SP//dr)              | 키미코 글렌          | 소연        |
| 피터 파커 (스파이더맨 누아르)   | 니컬러스 케이지      | 김용준      |
| 리브 옥타비우스 (닥터 옥토퍼스) | 캐스린 한            | 송도영      |
| 윌슨 피스크 (킹핀)              | 리에브 슈라이버      | 김기현      |
| 버네사 피스크                   | 레이크 벨            | 불명        |
| 노먼 오스본 (그린 고블린)       | 요마 터코니          | 불명        |
| 툼스톤                          | 마빈 존스 3세        | 불명        |
| 스콜피온                        | 호아킨 코시오        | 불명        |
| 미겔 오하라 (스파이더맨 2099)   | 오스카 아이작        | 최한        |
| 라일라                          | 그레타 리            | 불명        |

## 같이 보기
- Sunflower (포스트 말론과 스웨 리의 노래)